# Ataliba
Carlos Eduardo Soares (ur. 2 marca 1979) – brazylijski piłkarz występujący na pozycji pomocnika.

## Kariera klubowa
Od 1997 do 2014 roku występował w klubach Ponte Preta, Coritiba, Vissel Kobe, Sport Recife, Atlético Mineiro, Botafogo, CRB, Kyoto Sanga FC, Marília, Vila Nova, Paulínia, Shahrdari Tabriz i São José.